# Tirumala euploeomorpha
Tirumala euploeomorpha is een vlinder uit de familie Nymphalidae, onderfamilie Danainae.
De wetenschappelijke naam van de soort is voor het eerst geldig gepubliceerd in 1976 door Howarth, Kawazoé & Sibatani.
De soort komt alleen voor op de Salomonseilanden. Hij staat op de Rode Lijst van de IUCN als kwetsbaar.